# Caribe Bay
Caribe Bay è un parco acquatico-tematico inaugurato nel 1989 ed è situato nel territorio del comune di Jesolo, nella città metropolitana di Venezia, coprendo una superficie di circa 80000 m². È stato eletto 15 volte vincitore su 23 edizioni da Parksmania come miglior parco acquatico d'Italia.

## Storia
Il parco venne inaugurato nel 1989 con il nome di Aqualandia, con le attrazioni Toboganes e Barracudas. Nel 1992 si aggiunge Crazy River, che permette di provare l'esperienza del rafting. Negli anni successivi si aggiungono le attrazioni del Bungee jumping, un galeone dei pirati usato come palcoscenico per gli spettacoli ispirati a Peter Pan, un anfiteatro, una piscina a onde con vera sabbia caraibica, oltre a numerosi scivoli. Nell'estate 2019, a trent'anni dall'inaugurazione, cambia nome in Caribe Bay.

## Descrizione
Il parco è totalmente tematizzato. Queste sono le aree principali: 
- Battle Intrigo
- Hemingway Square
- Laguna de Oro
- Paradise Lagoon
- Port Hemingway Main Street
- Shark Bay
- Arena
- Roatan
- Pirates' Bay

Fanno parte del complesso di Caribe Bay anche un mini-golf (Caribbean Golf) e la discoteca Vanilla Club.
Tra le 25 attrazioni, degno di nota è lo scivolo Spacemaker, per lungo tempo il più alto del mondo con 42 metri di altezza. Lo scivolo ha una pendenza massima di 60°, e durante la discesa si raggiungono anche i 100 km/h. A Caribe Bay si trova inoltre la torre per il bungee jumping più alta d'Europa, con 60 metri di altezza.

### Caratteristiche principali
La tematizzazione scenografica di Caribe Bay riprende colori e architetture dei Caraibi: il parco è concepito come una sorta di isola tropicale, con rovine coloniali, un galeone spagnolo e una spiaggia di sabbia corallina (Shark Bay). Quest'ultima area ospita una piscina a onde, comunicante con Laguna de Oro. L'area attrazioni comprende tutti gli scivoli, con arrivo in vasche dedicate.
Oltre a queste due zone prettamente acquatiche, il parco comprende un'arena semicoperta dedicata a spettacoli di acrobati, ballerini e animatori (Arena), diverse aree dedicate alla ristorazione (Port Hemingway Main Street, New Port Royal) e un'area tematica specificatamente dedicata ai bambini più piccoli (Funny Land).
Completa il parco la torre del Bungee Jumping più alta d'Europa.

## Attrazioni

### Scivoli
Gli scivoli sono le attrazioni principali di Caribe Bay. Tutti, ad eccezione di Apocalypse e Jungle Jump, si percorrono a bordo di gommoni o aquaspeed.